# 1976.
◄ | 19. stoljeće | 20. stoljeće | 21. stoljeće | ►
◄ | 1940-ih | 1950-ih | 1960-ih | 1970-ih | 1980-ih | 1990-ih | 2000-ih | ►
◄◄ | ◄ | 1973. | 1974. | 1975. | 1976. | 1977. | 1978. | 1979. | ► | ►►
Arhitektura • Astronautika • Astronomija • Biologija • Film • Fotografija • Glazba • Kazalište • Kemija • Kiparstvo • Knjige • Književnost • Kršćanstvo • Meteorologija • Medicina • Planinarstvo • Politika • Pravo • Promet • Slikarstvo • Strip • Šport • Televizija • Znanost • Zrakoplovstvo • Željeznički promet

## Događaji
- 28. srpnja - Potres u Tangshanu 1976., drugi najgori potres u povijesti po broju ljudskih žrtava.
- 10. rujna – iznad Vrbovca dogodila se do danas najveća zrakoplovna nesreća na hrvatskom nebu.
- 10. rujna – Otmica zrakoplova koju je izvela skupina hrvatskih independista na čelu sa Zvonkom Bušićem.
- 7. listopada – Nakon smrti Mao Zedonga (9. rujna) na mjestu predsjednika Partije, a time i države, naslijedio ga je Hua Guofeng.

### Glazba
- 19. svibnja – Keith Richards gitarist sastava The Rolling Stones uhićen je nakon što se automobilom zabio u središnju ogradu na autocesti 100 km sjeverno od Londona te mu je tom prilikom policija našla srebrni tuljac pun kokaina.

## Rođenja

### Siječanj – ožujak
- 1. siječnja – Mile Smodlaka, hrvatski vaterpolist
- 13. siječnja – Srđana Šimunović, hrvatska glumica
- 24. siječnja – Frano Vićan, hrvatski vaterpolist
- 28. siječnja – Rick Ross, američki reper i tekstopisac
- 4. veljače – Cam'ron, američki reper
- 29. veljače
  - Ja Rule, američki glumac i reper
  - Katalin Kovácz, mađarska kanuistica
  - Tomislav Mijatović, hrvatski košarkaški trener
- 3. ožujka – Anica Kovač, hrvatska manekenka
- 6. ožujka – Stjepan Tomas, hrvatski nogometaš
- 8. ožujka – Freddie Prinze Jr., američki glumac
- 18. ožujka – Giovanna Antonelli, brazilska glumica
- 22. ožujka – Reese Witherspoon, američka glumica

### Travanj – lipanj
- 1. travnja – Gábor Király, mađarski nogometni vratar
- 4. travnja – James Roday, američki glumac
- 6. travnja – Candace Cameron, američka glumica
- 8. travnja – Nikolina Ristović, hrvatska glumica i voditeljica
- 13. travnja – 
  - Jonathan Brandis, američki glumac, pisac, redatelj i producent († 2003.)
  - Daria Lorenci Flatz, hrvatska glumica
- 21. svibnja – Dara Bubamara, srpska pjevačica
- 25. svibnja – Cillian Murphy, irski glumac
- 25. svibnja – Sandra Nasić, njemačka pjevačica hrvatskih korijena
- 28. svibnja – Tomislav Mužek, hrvatski operni pjevač
- 4. lipnja – Aleksej Navaljni, ruski političar († 2024.)
- 4. lipnja – Nenad Zimonjić, srpski tenisač
- 6. lipnja – 
  - Ivana Krizmanić, hrvatska glumica
  - Vlado Georgiev, srbijanski pop pjevač
- 8. lipnja – Boris Trupčević, hrvatski novinar
- 9. lipnja – Antonija Stanišić, hrvatska glumica

### Srpanj – rujan
- 2. srpnja – Petra Dugandžić, hrvatska glumica
- 11. srpnja – Ivan Glowatzky, hrvatski glumac
- 17. srpnja – Miraj Grbić, bosanskohercegovački glumac
- 19. srpnja – Benedict Cumberbatch, engleski filmski, televizijski i kazališni glumac
- 20. srpnja – Lukša Jakobušić, hrvatski poduzetnik i sportski djelatnik
- 23. srpnja – Juanito, španjolski nogometaš
- 23. srpnja – Péter Halász, mađarski dirigent
- 25. srpnja – Tera Patrick, američka pornografska glumica
- 23. kolovoza – Kristina Kolar, hrvatska operna pjevačica
- 27. kolovoza – Mark Webber, australski vozač Formule 1
- 5. rujna – Tatjana Gucu, sovjetska i ukrajinska gimnastičarka
- 18. rujna – Ronaldo, brazilski nogometaš
- 21. rujna – Max Emanuel Cenčić, hrvatski operni pjevač
- 26. rujna – Michael Ballack, njemački nogometaš
- 28. rujna – Dušan Bućan, hrvatski glumac

### Listopad – prosinac
- 2. listopada – Cemal Hünal, turski glumac
- 4. listopada – Alicia Silverstone, američka glumica
- 14. listopada – Marko Glogović, hrvatski katolički svećenik
- 19. listopada – Ivan Bilić, hrvatski ekonomist i sportski djelatnik
- 24. listopada – Nataša Vezmar, hrvatska tekvandoašica
- 15. studenog – Gaby Espino, venezuelanska glumica
- 17. studenog – Diane Neal, američka glumica
- 8. prosinca – Ronald Žlabur, hrvatski glumac
- 25. prosinca – Marija Miholjek, hrvatska voditeljica i novinarka

## Smrti
- Jevgenij Borisovič Aleksejev – ruski botaničar (* 1946.)

### Siječanj – ožujak
- 14. siječnja – Viki Glovacki, hrvatski zabavni umjetnik, glumac i pjevač (* 1919.)
- 18. siječnja – Smiljan Franjo Čekada, vrhbosanski nadbiskup (* 1902.)
- 21. siječnja – Agatha Christie, engleska književnica (* 1890.)
- 1. veljače – George Hoyt Whipple, američki liječnik, nobelovac (* 1878.)
- 9. veljače – Ladislav Kralj Međimurec, hrvatski slikar (* 1891.)
- 14. veljače – Vera Šnajder, bosanskohercegovačka matematičarka (* 1904.)
- 10. ožujka – Velimir Deželić mlađi, hrvatski književnik, kazališni pisac, urednik, političar, sociolog, etnograf i socijalni radnik (* 1888.)
- 19. ožujka – Ivo Tijardović, hrvatski skladatelj, literat i slikar (* 1895.)
- 24. ožujka – Bernard Law Montgomery, britanski feldmaršal (* 1887.)

### Travanj – lipanj
- 17. travnja – Henrik Dam, danski biokemičar, nobelovac (* 1895.)
- 25. travnja – Carol Reed, engleski filmski redatelj (* 1906.)
- 26. svibnja – Martin Heidegger, njemački filozof (* 1889.)
- 30. svibnja – Miroslav Feldman, hrvatski književnik (* 1899.)

### Srpanj – rujan
- 3. kolovoza – Vladimir Vranić, hrvatski matematičar (* 1896.)
- 26. rujna – Lavoslav Ružička, znanstvenik (* 1887.)

### Listopad – prosinac
- 12. prosinca – Vinko Žganec, hrvatski melograf, muzikolog, zapisivač narodnih plesova, obreda i običaja (* 1890.)
- 19. prosinca – Ignacije Bulimbašić, hrvatski zrakoplovac (* 1886.)

## Nobelova nagrada za 1976. godinu
- Fizika: Burton Richter i Samuel Chao Chung Ting
- Kemija: William Nunn Lipscomb, Jr.
- Fiziologija i medicina: Baruch S. Blumberg i Daniel Carleton Gajdusek
- Književnost: Saul Bellow
- Mir: Betty Williams i Mairead Corrigan
- Ekonomija: Milton Friedman

## Vanjske poveznice
|  | Zajednički poslužitelj ima još gradiva o temi 1976. |